# Schlacht bei Dättwil
Die Schlacht bei Dättwil fand am 26. Dezember 1351 während der dritten Phase der Schweizer Habsburgerkriege statt. Truppen der Stadt Zürich trafen bei Dättwil in der Nähe von Baden auf Kontingente der Habsburger und verbündeter Städte. Es gelang den Zürchern, sich den Rückweg freizukämpfen und die Beute des vorangegangenen Plünderungszuges in Sicherheit zu bringen.

## Ursachen
Zürich trat am 1. Mai 1351 der Eidgenossenschaft bei, da die Stadt nach der «Mordnacht von Zürich» und der Zerstörung Rapperswils sich die Feindschaft der Habsburger zugezogen hatte. Zürich war damals auch in eine Fehde mit den Städten Basel, Strassburg und Freiburg im Breisgau verwickelt. Nach einer erfolglosen Belagerung Zürichs durch die Habsburger im Herbst 1351 folgten gegenseitige Raub- und Plünderungszüge in der Umgebung.
Der Zürcher Bürgermeister Rudolf Brun hatte erfahren, dass in Baden Truppen der Habsburger und der mit ihnen verbündeten Städte lagerten. Er befahl am 24. Dezember einen Überraschungsangriff, doch die Gegner wurden rechtzeitig gewarnt und zogen sich hinter die Stadtmauern zurück. Daraufhin brannten die Zürcher die Badener Bäder nieder und zogen am Weihnachtstag plündernd durch das Siggental an die Aare, wo sie die Burg Freudenau zerstörten.

## Schlacht
Am 26. Dezember plünderten die Zürcher die Dörfer Gebenstorf und Birmenstorf und machten sich auf den Rückweg. Sie hatten vor, ihre reiche Beute über den Heitersberg in Sicherheit zu bringen. Doch bei Dättwil, auf der Geländeterrasse beim Galgen der Stadt Baden, stellten sich ihnen die Habsburger in den Weg. Den Zürchern gelang es, sich den Weg über die Hügelkette ins Limmattal freizukämpfen. Auf Seiten der Zürcher tat sich insbesondere Rüdiger von Manegg hervor, woran heute eine Inschrift am Manessebrunnen bei der Burgruine Manegg in Zürich erinnert.
Die Habsburger und ihre Verbündeten hatten rund 500 Tote zu beklagen, darunter waren 135 Ritter. In der mehr als 130 Jahre später entstandenen Zürcher Chronik von Gerold Edlibach ist von 40 bis 46 Toten auf Seiten der Zürcher die Rede, doch dürften die Verluste um ein Mehrfaches höher gewesen sein.